# إيفرتون راموس دا سيلفا
إيفرتون راموس دا سيلفا (بالبرتغالية: Everton Ramos da Silva‏) (8 يونيو 1983 ساو باولو البرازيل - ) هو لاعب كرة قدم برازيلي يلعب كمهاجم.

## روابط خارجية
- إيفرتون راموس دا سيلفا على موقع قاعدة بيانات كرة القدم.إي يو (الإنجليزية)
- إيفرتون راموس دا سيلفا على موقع Soccerway.com (الإنجليزية)